# Krasnystaw
Krasnystawⓘ é um município no leste da Polônia. Pertence à voivodia de Lublin, no condado de Krasnystaw. É a sede da comuna urbana de Krasnystaw, na foz do rio Żółkiewka até o rio Wieprz. Localizado nas mesorregiões físicas e geográficas de Działy Grabowieckie e Giełczewska Prominence.
O brasão da cidade mostra dois peixes (carpas) sobre um fundo azul em forma de escudo espanhol. Eles estão colocados alternadamente, um acima do outro. A bandeira de Krasnystaw é um tecido retangular amarelo com o brasão da cidade colocado no meio. A cidade tem o seu toque de clarim (Hejnal).
Krasnystaw está localizado na histórica Rutênia Vermelha, na antiga Terra de Chełm. Uma cidade real fundada em 1394, até as partições nas fronteiras da voivodia da Rutênia. Krasnystaw obteve, em 1525, o direito comercial da imposição de taxas sobre os comerciantes que passavam pela cidade para colocar à venda as mercadorias transportadas.
Krasnystaw estende-se por uma área de 42,1 km², com 18 169 habitantes, segundo o censo de 31 de dezembro de 2021, com uma densidade populacional de 431,6  hab./km².

## Localização

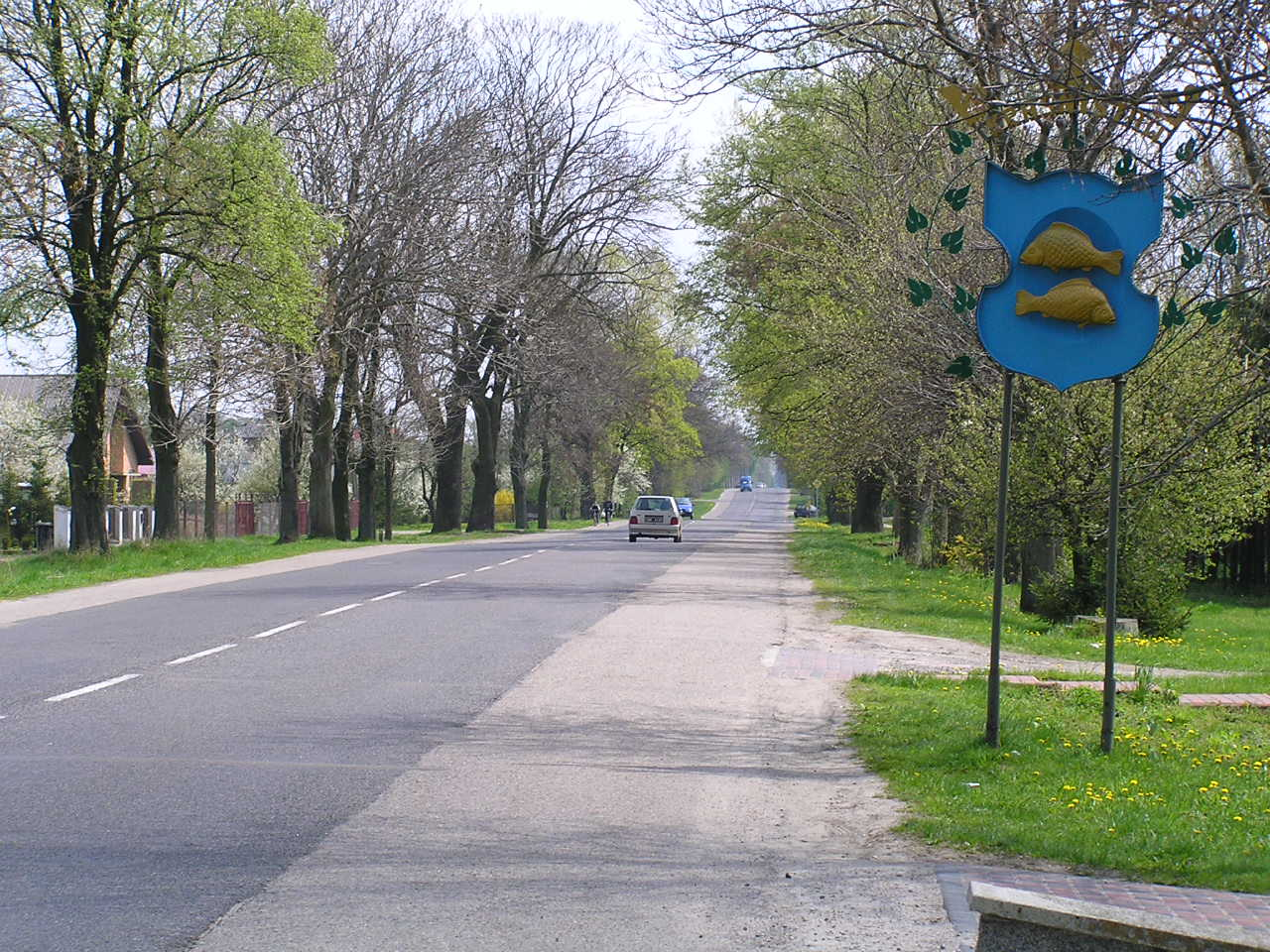
Brasão da cidade na entrada de Krasnystaw

Krasnystaw está localizada no Sistema Ecológico de Áreas Protegidas e em uma parte da Área de Paisagem Protegida de Grabowiec-Strzelecki.
Segundo dados de 31 de dezembro de 2021, a área da cidade é de 42,1 km².
Nos anos 1975−1998, a cidade pertenceu administrativamente à voivodia de Chełm.
A estrada nacional n.º 17, que faz parte da estrada internacional E372, atravessa a cidade. A linha ferroviária n.º 69 também passa por aqui com as paradas: Krasnystaw Fabryczny, Krasnystaw Miasto, servindo trens de passageiros, por exemplo, para Lublin, Varsóvia, Bydgoszcz e Zamość.
Distâncias das cidades mais próximas em linha reta:
- Lublin — 55 km
- Chełm — 27 km
- Zamość — 30 km

## Estrutura da área
Segundo dados de 2007, Krasnystaw ocupava 4 207 hectares, incluindo:
- 2050 ha — terras aráveis;
- 100 ha — pomares;
- 40 ha — pradarias;
- 25 ha — pastos;
- 401 ha — florestas.

## História

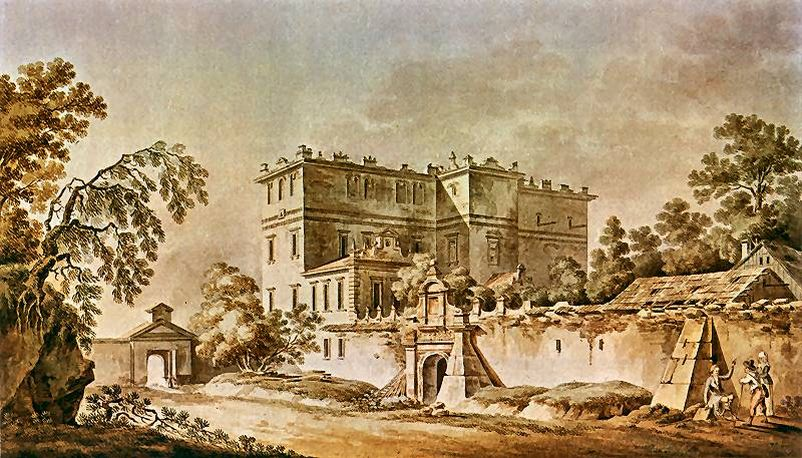
Zygmunt Vogel — Vista do Castelo em Krasnystaw (1794)

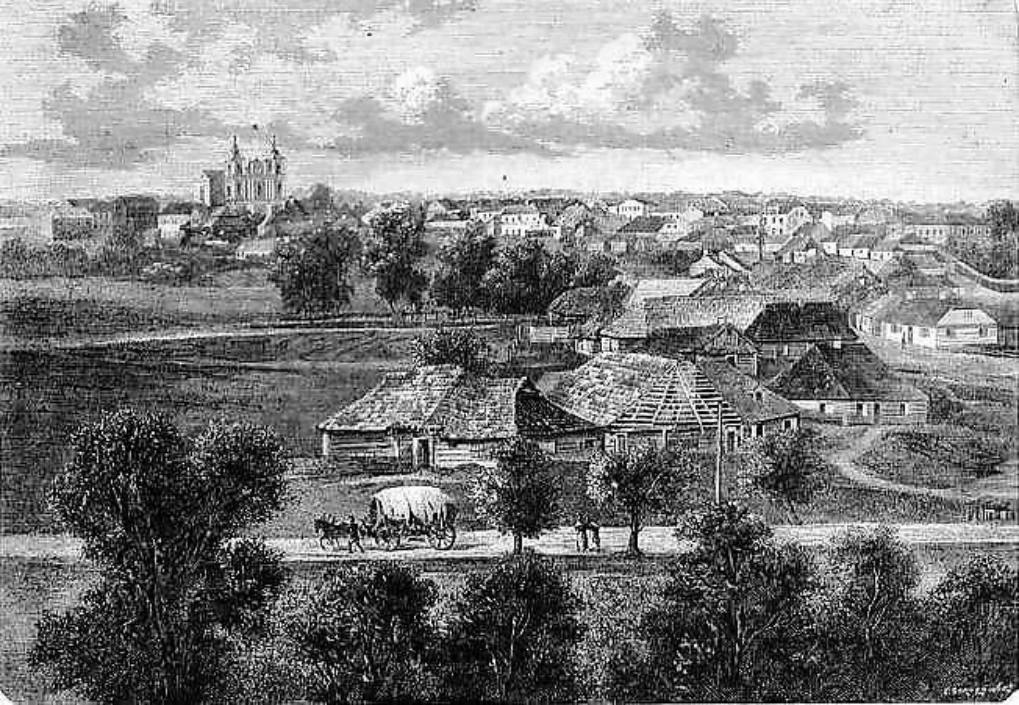
Edward Gorazdowski — Krasnystaw (1871)

A cidade foi fundada na terra da aldeia de Szczekarzew. Recebeu direitos de cidade no ato de Ladislau II Jagelão elaborado em Cracóvia em 1 de março de 1394. No século XV, graças à sua localização na rota comercial Pomerânia-Lublin-Lviv, a cidade desenvolveu-se. Em 1525, Krasnystaw recebeu o direito de armazenar sal e mel. Em 1554, a cidade obteve o privilégio de não tolerar os judeus. Era também um centro de comércio de grãos e artesanato. Nos anos 1490−1826 foi a sede dos bispos de Chełm. Após a liquidação da diocese de Chełm e a criação da diocese de Lublin em 1805, Krasnystaw também funcionou como a capital da diocese de Lublin. Também serviu como o starosta da cidade, portanto, durante os tempos da Primeira República Polonesa, os tribunais da nobreza foram realizados aqui: tribunais de terra e da cidade.
Em meados do século XVII, durante as guerras polaco-suecas, o castelo e as muralhas da cidade foram destruídos. A partir de 1795, a cidade estava na Terceira partilha|partição austríaca, a partir de 1809 no Ducado de Varsóvia e a partir de 1815 na Polônia do Congresso (partição russa). Durante a Revolta de Janeiro, a cavalaria polonesa venceu aqui atacando a guarnição russa. No século XIX, a cidade era um centro de serviços.
Durante a Primeira Guerra Mundial, a cidade foi capturada três vezes nos anos de 1914−1916 e, como resultado, foi completamente destruída em combates entre os exércitos austríaco e russo. Segundo o relatório, a cidade foi destruída em 3/4 e seu estado era catastrófico. Conforme os dados apresentados no Congresso de Representantes de Cidades e Vilas em 8 e 9 de setembro de 1917, organizado pelo Departamento de Construção do Comitê Principal de Resgate e pelo Conselho Municipal de Lublin, cerca de 380 edifícios em Krasnystaw foram incendiados como resultado da guerra. Foi uma das cidades mais danificadas do território ocupado pela Áustria-Hungria. Em 1916, uma ferrovia foi trazida para Krasnystaw.

### Período entre guerras
No período da guerra polonesa-bolchevique de 1920, Krasnystaw era uma área de grande influência comunista, que desenvolveu com sucesso atividades de propaganda, principalmente entre os recrutas. No período entre guerras, a ala esquerda do Partido Popular Polonês "Wyzwolenie" dominou o condado de Krasnystaw. Em 1922, começou a reconstrução da prefeitura incendiada.

### Segunda Guerra Mundial
Em setembro de 1939, ocorreram batalhas com o exército alemão, nas quais cerca de 150 soldados poloneses foram mortos. De 18 a 19 de setembro de 1939, a 39.ª Divisão de Infantaria e uma brigada de cavalaria lutaram aqui com unidades motorizadas alemãs.
Durante a ocupação nazista (1940−1942), havia um gueto na cidade, onde cerca de 4 000 judeus foram confinados. O gueto estava localizado na rua Dyke e era de natureza temporária, depois de alguns meses a população foi transportada para o campo de Izbica e o campo de extermínio de Bełżec (cerca de 2 000 pessoas). Havia também uma prisão na cidade onde os alemães mataram 395 pessoas (1939−1944).
Os guerrilheiros (1940−1944) também estavam ativos na área − AK, BCh, GL, AL, Organização Militar Nacional-Forças Armadas Nacionais. Os guerrilheiros, entre outros, libertaram cerca de 300 prisioneiros da prisão local (1943) e destruíram 26 vagões alemães (na primavera de 1944).

### Período pós-guerra
Nos anos 1944−1950, guerrilheiros anticomunistas operaram em Krasnystaw e arredores. Em 5 de janeiro de 1946, durante uma festa organizada no prédio da administração municipal, foram lançadas duas granadas. Três pessoas morreram e 11 ficaram feridas.
Durante a República Popular da Polônia, a cidade se desenvolveu rapidamente. No período pós-guerra, um sistema de abastecimento de água foi instalado na cidade. Em 1951, foi inaugurado o primeiro investimento industrial na cidade − a Fábrica de Fermentação de Tabaco. Em 1969, foi construída a Fábrica de Produtos Sanitários, empregando cerca de 800 pessoas. Na década de 1970, havia a Fábrica da Indústria de Confecções (uma sucursal da “Cora” de Varsóvia), Fábrica de Leite em Pó e Fábrica de Açúcar “Krasnystaw” (a maior fábrica deste tipo no país).
Em 1971, a tradição de organizar o “Chmielaki Krasnostawskie” foi iniciada.
Nos anos de 1919−1975 e desde 1999, Krasnystaw é a sede de condado.

Praça 3 de maio (Plac 3 Maja)
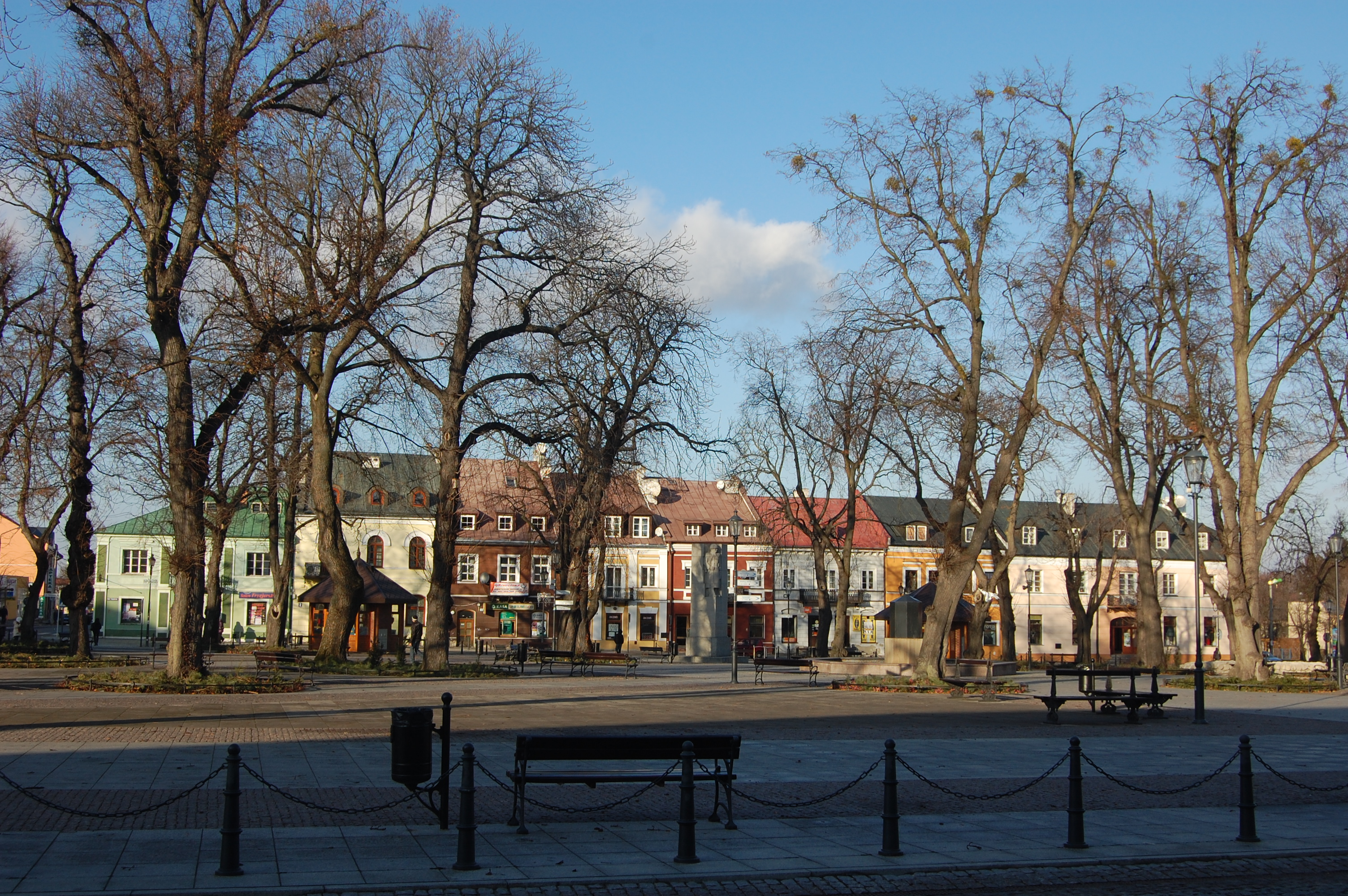
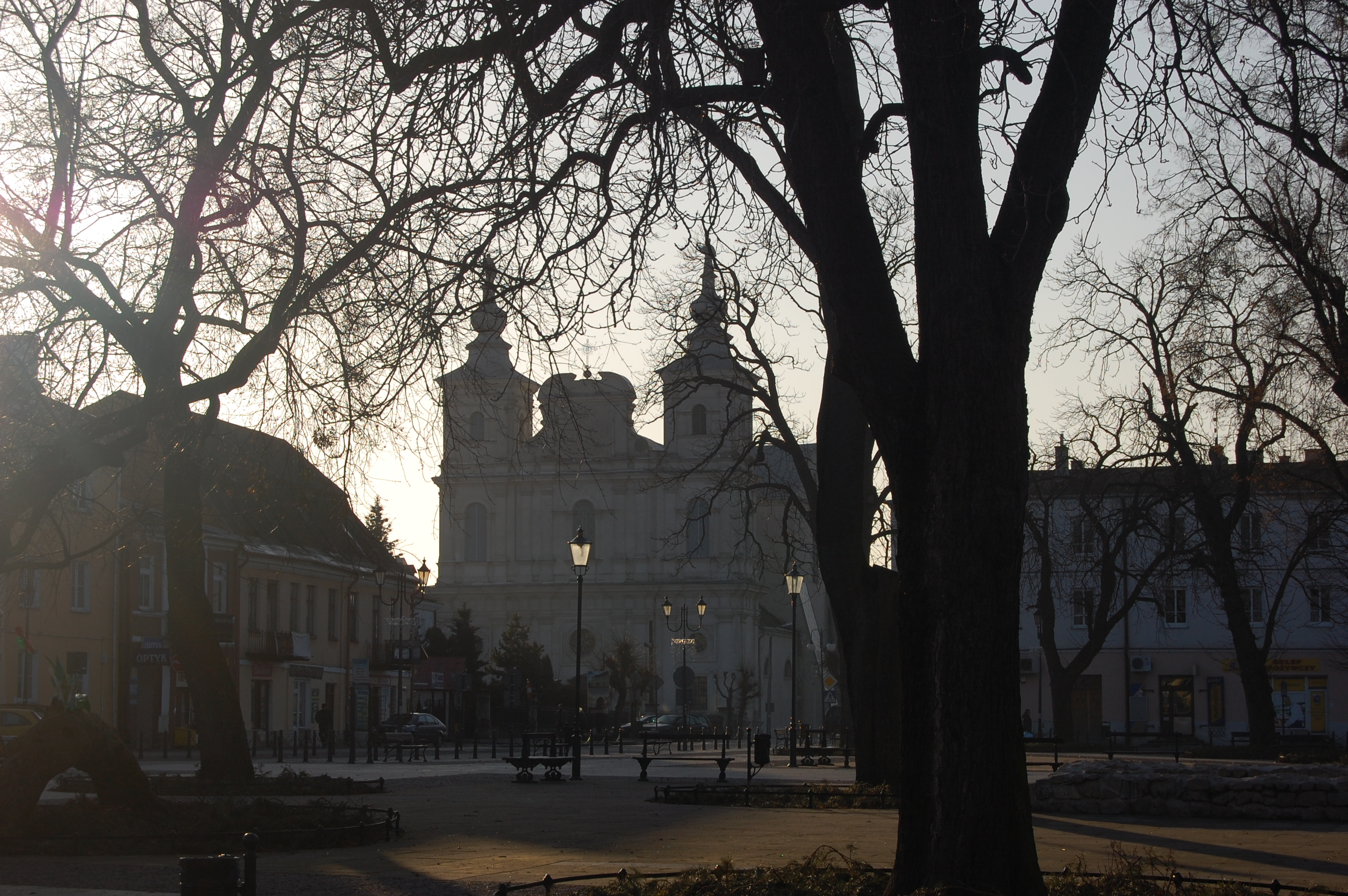
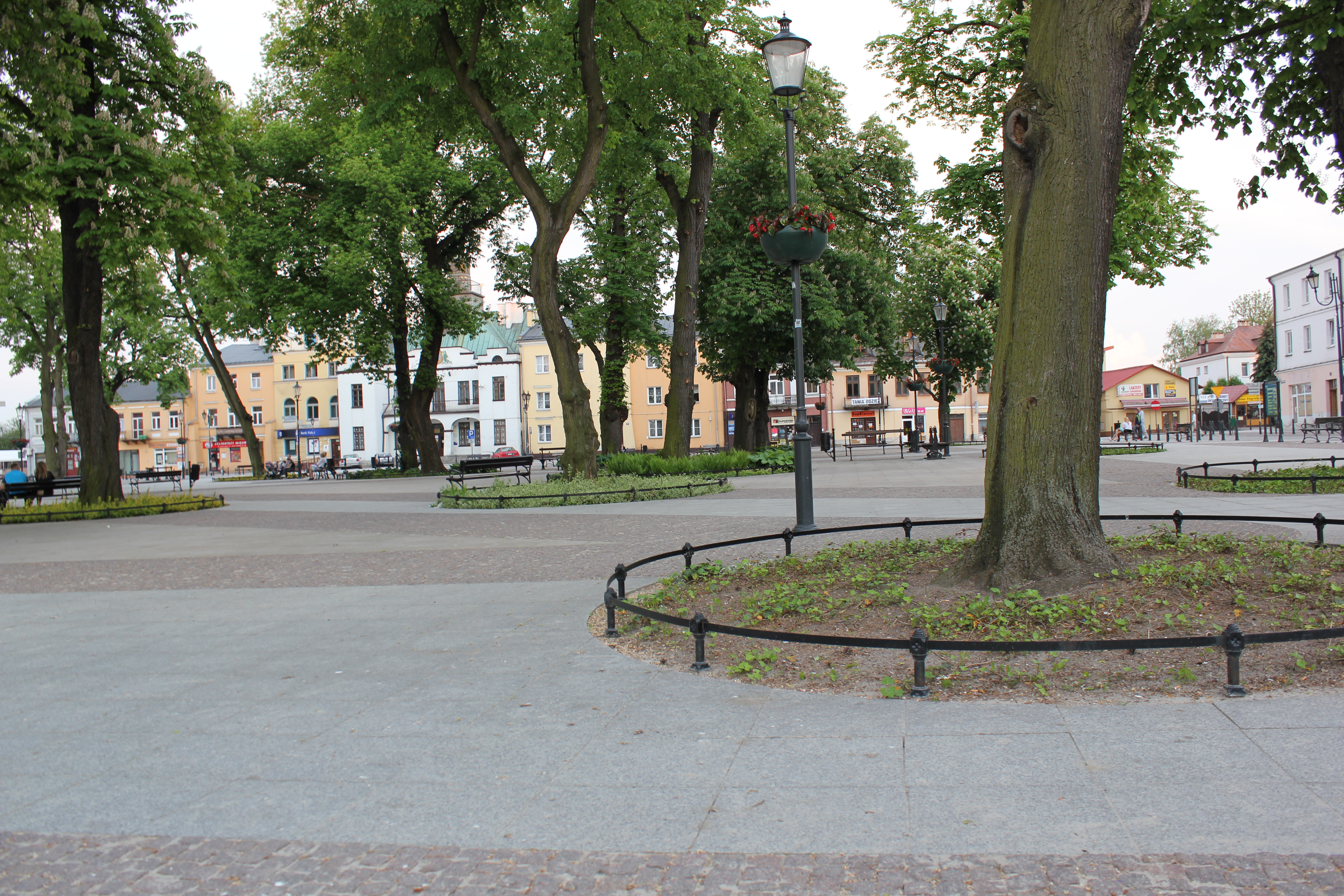
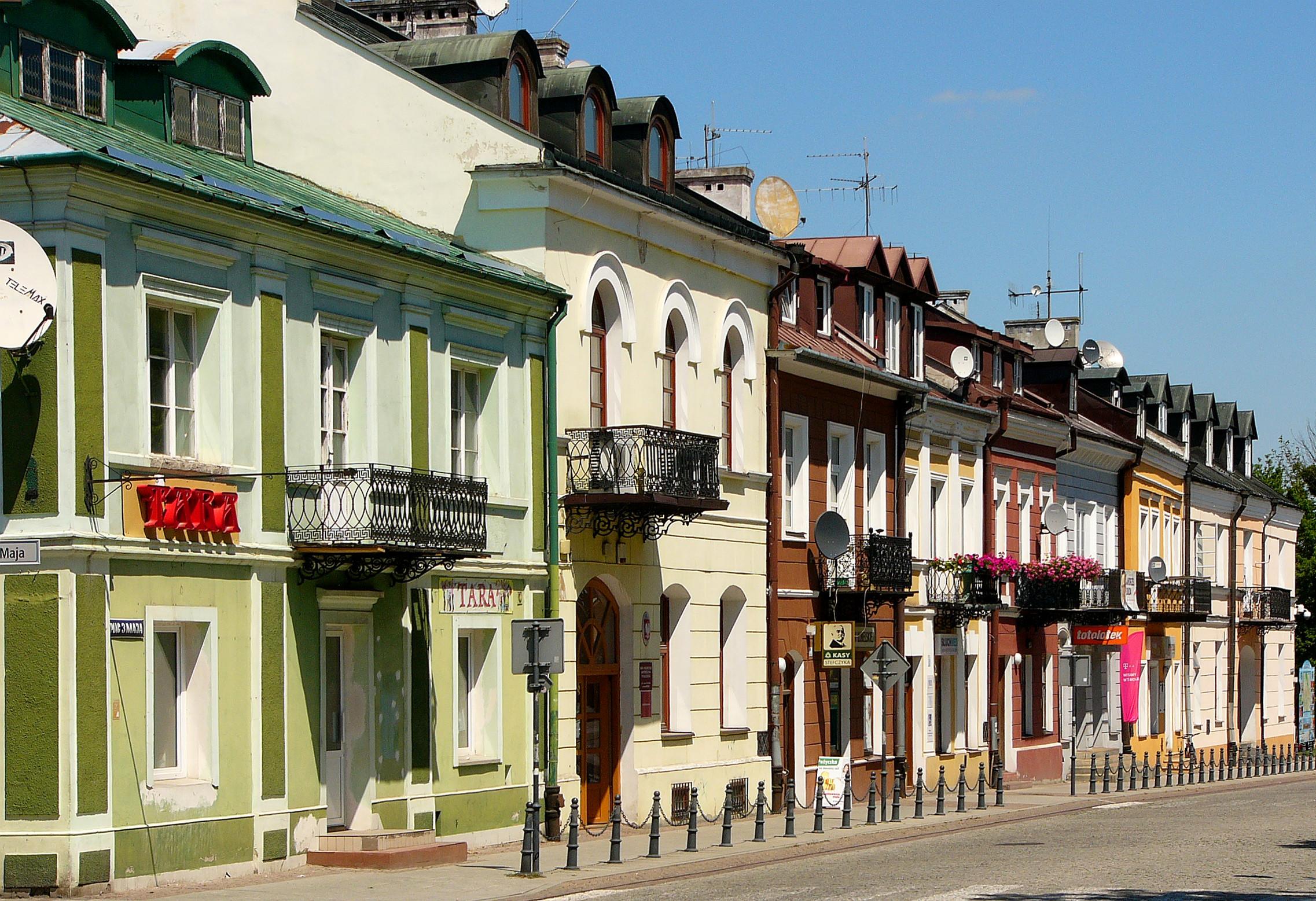

## Monumentos históricos
- Complexo do mosteiro jesuíta:

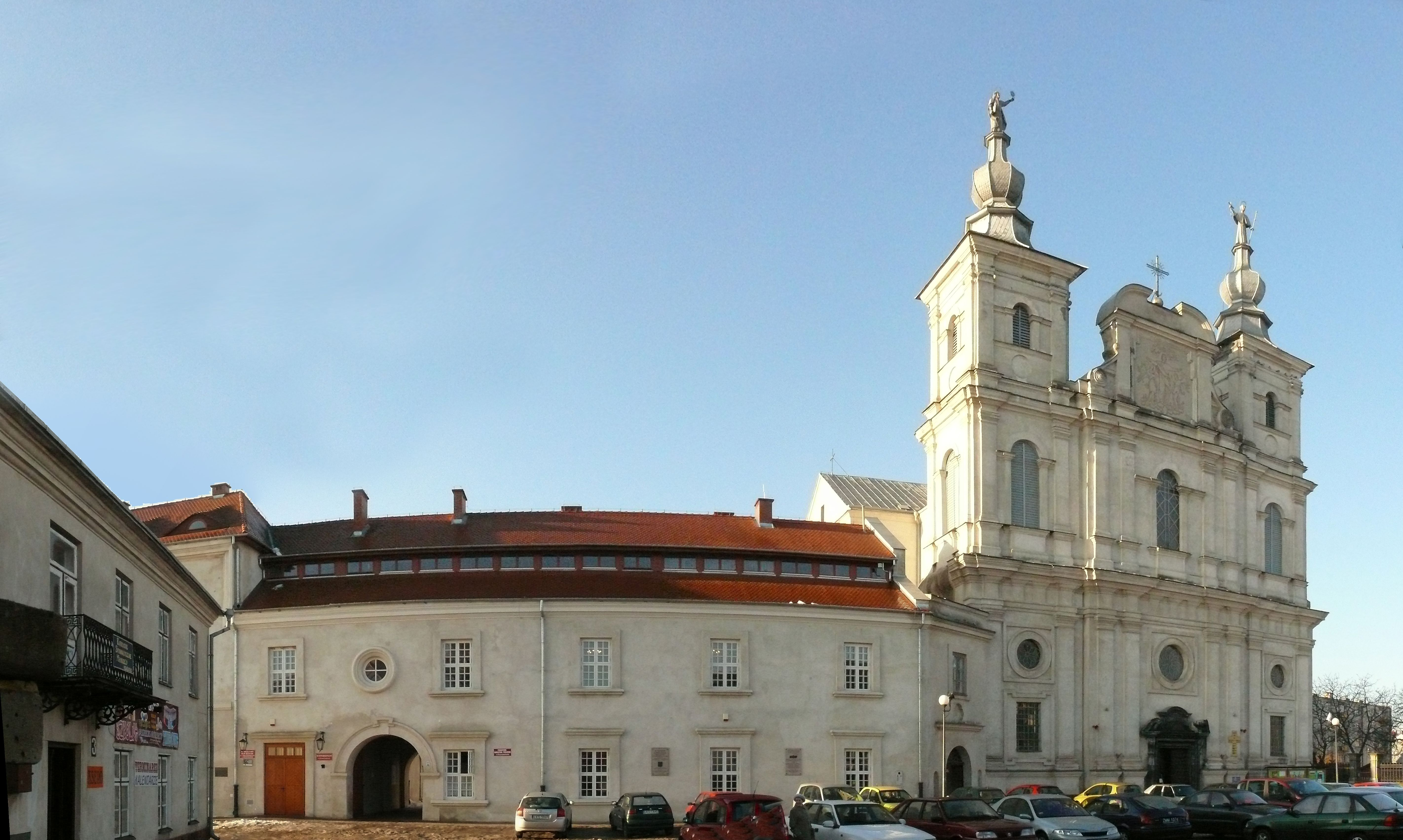
Igreja barroca pós-jesuíta de São Francisco Xavier

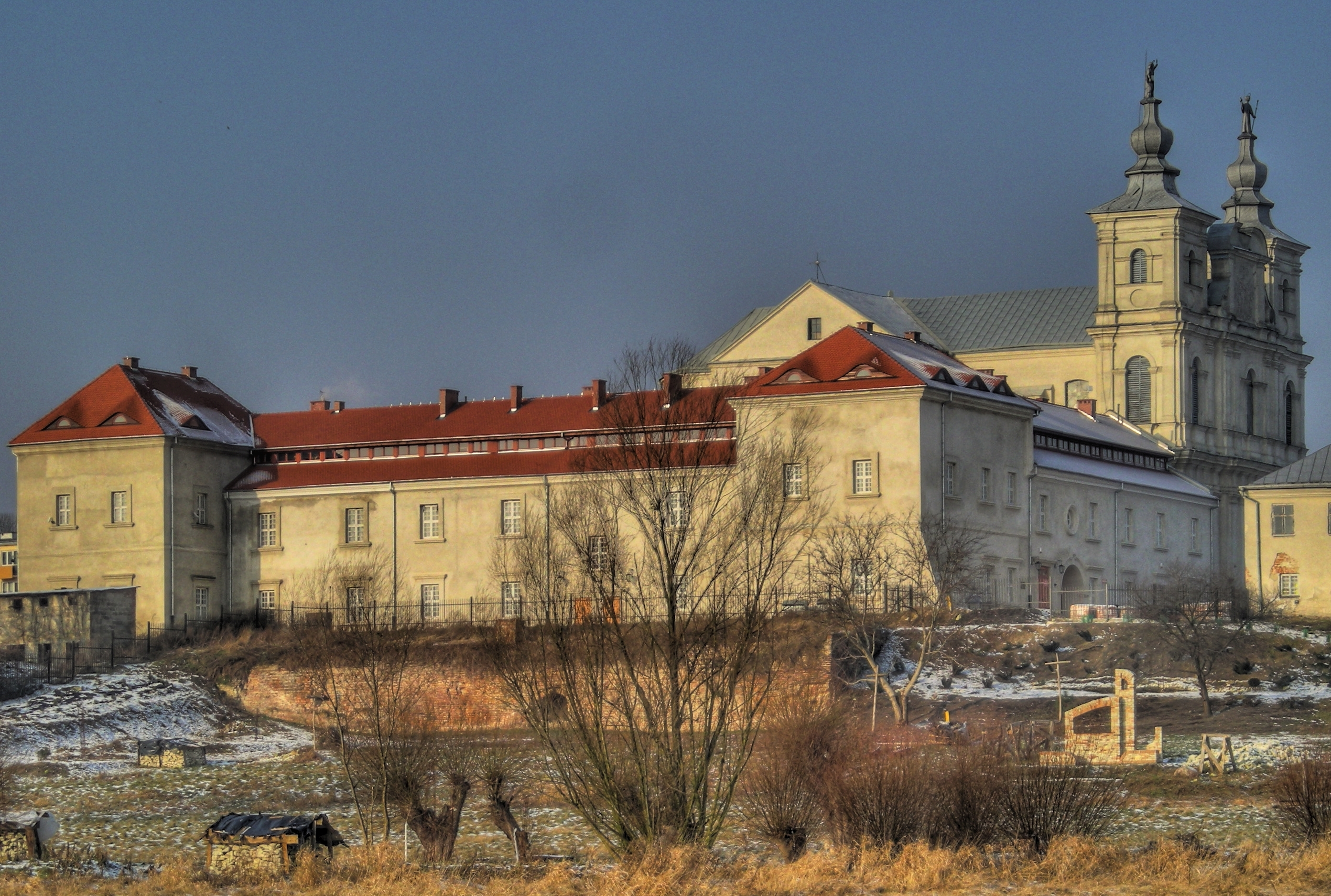
Igreja de São Francisco Xavier com o colégio pós-jesuíta - atualmente Museu Regional e Biblioteca Pública

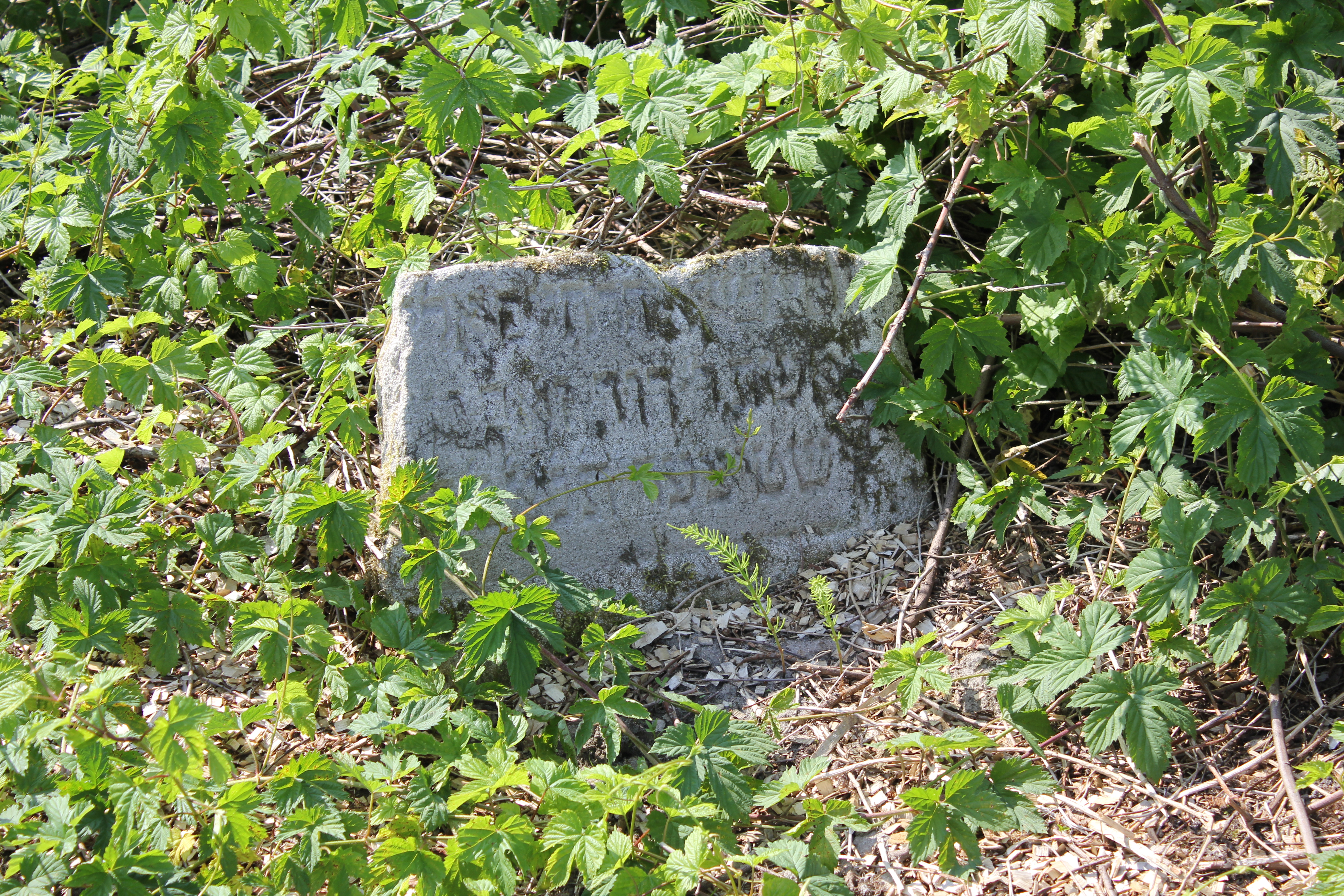
Matzeva no cemitério judeu

  - Igreja de São Francisco Xavier em estilo barroco, com decoração (estuques, policromia);
  - Colégio jesuíta de 1720 (ampliado em 1730 e 1902, reforma e reconstrução completa em 2008), estilo barroco − atualmente museu, biblioteca pública e Centro Cultural Juvenil Maria Konopnicka;
- Palácio episcopal da primeira metade do século XVII, fundado pelo bispo Stanisław Gomoliński;
- Edifício do Seminário (1719–1739) − reconstruído nos séculos XIX e XX;
- Complexo do mosteiro agostiniano:
  - Edifícios dos séculos XIV e XVII (ao lado dos edifícios existiu um castelo até 1816):
    - Igreja construída por volta de 1458, financiada por Ladislau II Jagelão da Polônia, destruída durante a invasão tártara, reconstruída em 1458. Reconstruída em 1826 e 1951. A igreja manteve sua forma e o presbitério reforçado;
    - Mosteiro construído na segunda metade do século XVII. O bispo Stanislaw Jacek Święcicki foi enterrado ali em outubro de 1696;

  - Edifícios erguidos depois de 1826 − em 1826 o governo czarista tirou a antiga igreja e o mosteiro dos agostinianos. Como compensação, novos edifícios foram construídos:
    - Igreja da Santíssima Trindade — construída nos anos 1837–1839;
    - Mosteiro − serviu de quartel do exército czarista durante as partições da Polônia. No período entreguerras, abrigou a Escola de Comunicações de Suboficiais. No entanto, durante a ocupação, as tropas alemãs estavam estacionadas lá. Atualmente, nela funciona uma escola profissionalizante;
- Sinagoga;
- Cemitério judaico;
- Prefeitura do período entre guerras;
- Casa senhorial no complexo senhorial-fazenda na rua Sikorskiego 10, de madeira, erguida na primeira metade do século XIX, quando Marianna e August Kiccy eram administradores da propriedade. Distingue-se por um bloco compacto de proporções atarracadas, com um pórtico de colunas característico na frente e um telhado de duas águas proeminente, originalmente coberto com telhas. Além dos valores arquitetônicos indiscutíveis, possui um grande valor histórico, por ser a única sede do starosta preservada na região de Chełm.
- Sítio arqueológico no lugar de um castelo inexistente em Krasnystaw, erguido no século XIV;

Há também um Museu Regional na cidade, contendo coleções de áreas como: etnografia, história, numismática, arte e arqueologia.
O bordo que cresce na praça do mercado foi submetido pelo Movimento Ecológico Krasnystaw “Viridis” ao concurso nacional Árvore do Ano 2018 e ficou em primeiro lugar.

## Clima
Conforme a classificação climática de Köppen-Geiger, Krasnystaw situa-se na zona Cfb − clima temperado oceânico. Na cidade de Krasnystaw, a temperatura média anual é de 8,8° C. Nesta área, a precipitação média anual é de 720 mm. Está localizada no Hemisfério Norte. Os meses de verão são: junho, julho, agosto, setembro. O mês mais seco é fevereiro, com 42 mm de precipitação. O mês mais quente do ano é julho, com temperatura média de 19,8 °C. A temperatura média mais baixa do ano ocorre em janeiro e é de aproximadamente -2,8 °C.
A diferença de precipitação entre o mês mais seco e o mais úmido é de 52 mm. A variação de temperatura durante o ano é de 22,6 °C. O mês com a maior umidade relativa é novembro (84%). O mês com a menor umidade relativa é abril (68%). O mês com o maior número de dias de chuva é julho (10 dias). O mês com o menor número é outubro (7 dias).
| Dados climatológicos para Krasnystaw | Dados climatológicos para Krasnystaw | Dados climatológicos para Krasnystaw | Dados climatológicos para Krasnystaw | Dados climatológicos para Krasnystaw | Dados climatológicos para Krasnystaw | Dados climatológicos para Krasnystaw | Dados climatológicos para Krasnystaw | Dados climatológicos para Krasnystaw | Dados climatológicos para Krasnystaw | Dados climatológicos para Krasnystaw | Dados climatológicos para Krasnystaw | Dados climatológicos para Krasnystaw | Dados climatológicos para Krasnystaw |
| Mês | Jan                                  | Fev                                  | Mar                                  | Abr                                  | Mai                                  | Jun                                  | Jul                                  | Ago                                  | Set                                  | Out                                  | Nov                                  | Dez                                  | Ano                                  |
| --- | ------------------------------------ | ------------------------------------ | ------------------------------------ | ------------------------------------ | ------------------------------------ | ------------------------------------ | ------------------------------------ | ------------------------------------ | ------------------------------------ | ------------------------------------ | ------------------------------------ | ------------------------------------ | ------------------------------------ |
| Temperatura máxima média (°C) | −0,5                                 | 1,2                                  | 6,4                                  | 13,5                                 | 18,5                                 | 21,8                                 | 23,9                                 | 23,4                                 | 18,2                                 | 12,2                                 | 6,7                                  | 1,6                                  | 12,2                                 |
| Temperatura média (°C) | −2,8                                 | −1,6                                 | 2,6                                  | 9,0                                  | 14,2                                 | 17,7                                 | 19,8                                 | 19,2                                 | 14,3                                 | 8,8                                  | 4,3                                  | −0,3                                 | 8,8                                  |
| Temperatura mínima média (°C) | −5,2                                 | −4,5                                 | −1,3                                 | 4,1                                  | 9,4                                  | 13,0                                 | 15,4                                 | 14,7                                 | 10,4                                 | 5,8                                  | 2,1                                  | −2,4                                 | 5,1                                  |
| Precipitação (mm) | 45                                   | 42                                   | 50                                   | 55                                   | 74                                   | 79                                   | 94                                   | 70                                   | 68                                   | 51                                   | 47                                   | 45                                   | 720                                  |
| Dias com chuva | 8                                    | 8                                    | 9                                    | 8                                    | 10                                   | 9                                    | 10                                   | 7                                    | 7                                    | 7                                    | 8                                    | 8                                    | 99                                   |
| Umidade relativa (%) | 84                                   | 82                                   | 76                                   | 68                                   | 68                                   | 68                                   | 70                                   | 69                                   | 74                                   | 78                                   | 84                                   | 84                                   | 75,4                                 |
| Insolação (h) | 2,5                                  | 3,3                                  | 5,5                                  | 8,7                                  | 10,0                                 | 11,0                                 | 10,9                                 | 10,1                                 | 7,1                                  | 5,1                                  | 3,3                                  | 2,4                                  | 79,9                                 |
| Fonte: Climate-Data.org Dados: 1991−2021: temperatura mínima (°C), temperatura máxima (°C), precipitação (mm), umidade, dias chuvosos. Dados: 1999−2019: horas de sol |                                      |                                      |                                      |                                      |                                      |                                      |                                      |                                      |                                      |                                      |                                      |                                      |                                      |

## Demografia
Conforme os dados do Escritório Central de Estatística da Polônia (GUS) de 31 de dezembro de 2022, Krasnystaw é uma cidade pequena com uma população de 17 519 habitantes (13.º lugar na voivodia de Lublin e 240.º na Polônia), tem uma área de 42,1 km² (4.º lugar na voivodia de Lublin e 102.º lugar na Polônia) e uma densidade populacional de 416 hab./km² (27.º lugar na voivodia de Lublin e 640.º lugar na Polônia). Nos anos 2002–2021, o número de habitantes diminuiu 7,8%.
Os habitantes de Krasnystaw constituem cerca de 28,45% da população do condado de Krasnystaw, constituindo 0,87% da população da voivodia de Lublin.
| Descrição                         | Total      | Total    | Mulheres   | Mulheres | Homens     | Homens   |
| --------------------------------- | ---------- | -------- | ---------- | -------- | ---------- | -------- |
| unidade                           | habitantes | %        | habitantes | %        | habitantes | %        |
| população                         | 17 519     | 100      | 9 193      | 52,5     | 8 326      | 47,5     |
| superfície                        | 42,1 km²   | 42,1 km² | 42,1 km²   | 42,1 km² | 42,1 km²   | 42,1 km² |
| densidade populacional (hab./km²) | 416        | 416      | 218,4      | 218,4    | 197,6      | 197,6    |

A idade média dos habitantes é de 44,4 anos e é ligeiramente superior à idade média dos habitantes da voivodia de Lublin e ligeiramente superior à idade média dos habitantes de toda a Polônia. Krasnystaw tem uma taxa de natalidade negativa de -172. Isso corresponde a um aumento natural de -9,42 por 1 000 habitantes de Krasnystaw. A razão da dinâmica demográfica, ou seja, a relação entre o número de nascidos vivos e o número de óbitos, é de 0,35 e é muito inferior à média da voivodia e muito inferior à relação da dinâmica demográfica de todo o país.
56,9% dos residentes de Krasnystaw estão em idade ativa, 15,6% em idade pré-ativa e 27,5% dos residentes de Krasnystaw está em idade pós-produtiva.

## Economia

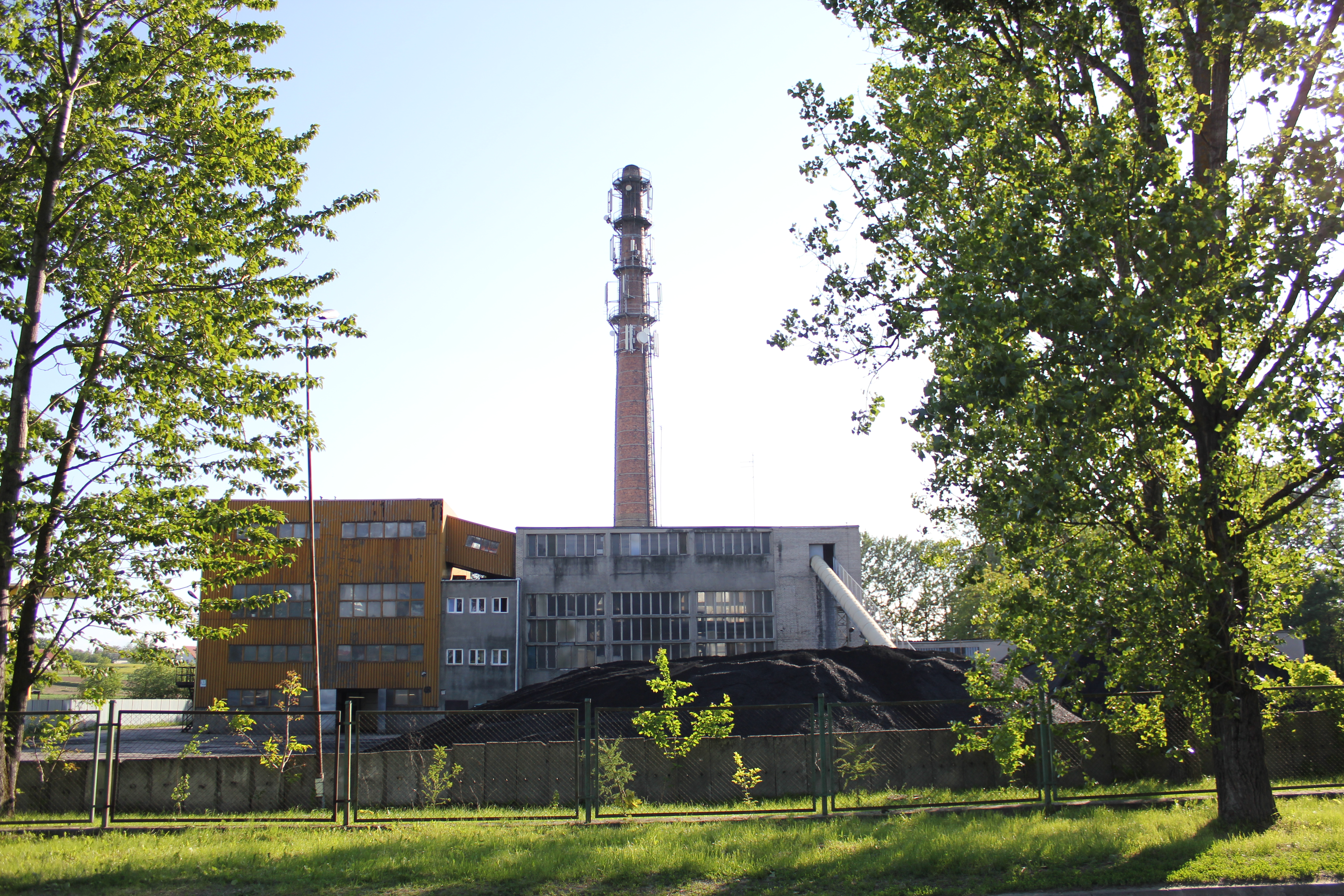
Usina de aquecimento em Krasnystaw

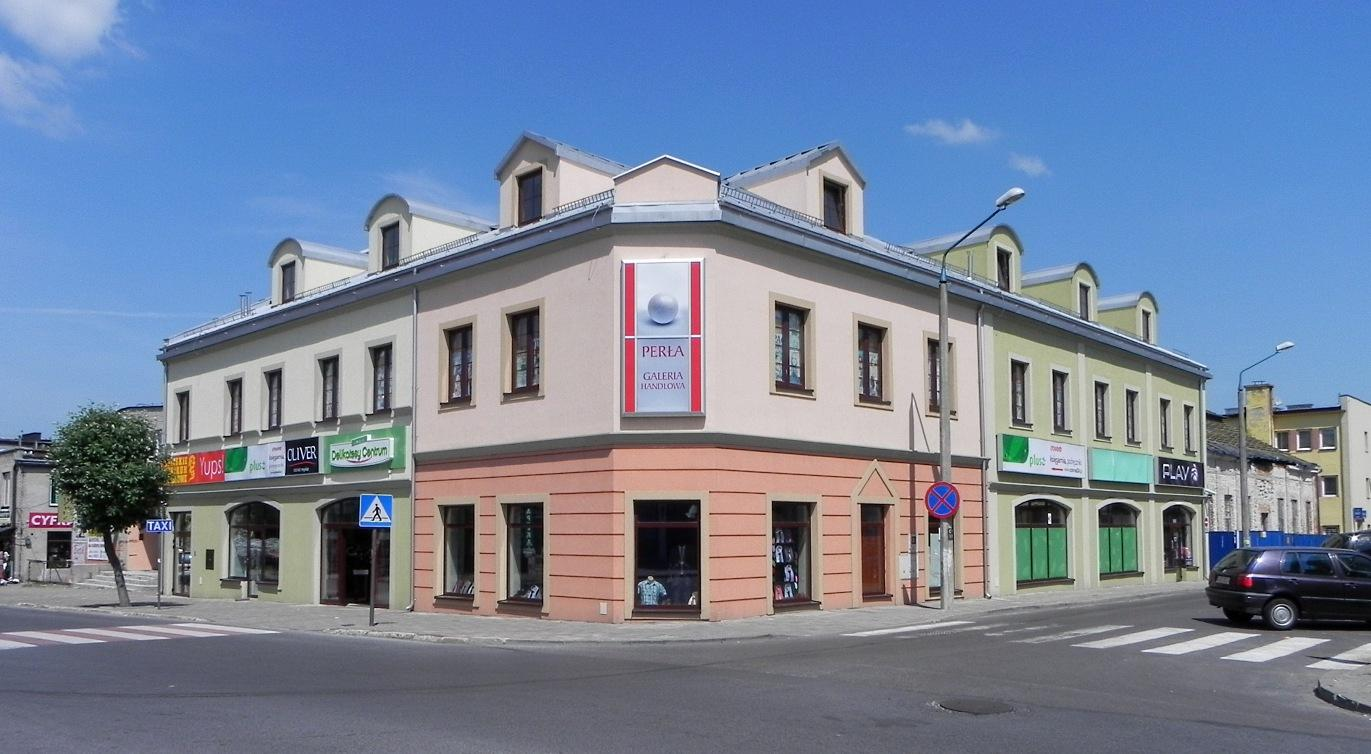
Centro comercial Perła

A indústria alimentícia domina em Krasnystaw:
- Usina de açúcar “Krasnystaw”,
- Cooperativa Distrital de Laticínios Krasnystaw,[19]
- Fábrica de fermentação de tabaco,
- Elevador de grãos Triticarr.

Existem também produtoras:
- Roupas Cora-Tex,
- Louças sanitárias Cersanit,
- Embalagem de papelão Kartonex,
- Material de construção,
- Equipamentos e soluções de energia Energoremont

Existem 300 pessoas trabalhando em Krasnystaw por 1 000 habitantes. Isso é muito mais do que o valor para a voivodia de Lublin e muito mais do que o valor para a Polônia. 49,1% de todos os trabalhadores são mulheres e 50,9% são homens. O desemprego registrado em Krasnystaw em 2021 foi de 9,0% (9,8% entre as mulheres e 8,4% entre os homens). Isso é muito mais do que a taxa de desemprego registrada na voivodia de Lublin e muito mais do que a taxa de desemprego registrada em toda a Polônia.
Em 2021, o salário mensal bruto médio em Krasnystaw foi de 4 843,32 PLN, correspondendo a 80,70% do salário bruto mensal médio na Polônia. Entre os residentes profissionalmente ativos de Krasnystaw, 665 pessoas vão trabalhar em outras cidades e 1 873 funcionários vêm trabalhar de fora da comuna, portanto, o saldo de chegadas e saídas para o trabalho é de 1 208.
63,1% dos residentes economicamente ativos de Krasnystaw trabalham no setor agrícola (agricultura, silvicultura, caça e pesca), 13,3% na indústria e construção e 5,6% no setor de serviços (comércio, conserto de veículos, transporte, hospedagem e gastronomia, informação e comunicação) e 1,2% trabalha no setor financeiro (atividades financeiras e de seguros, serviços imobiliários).

## Chmielaki Krasnostawskie

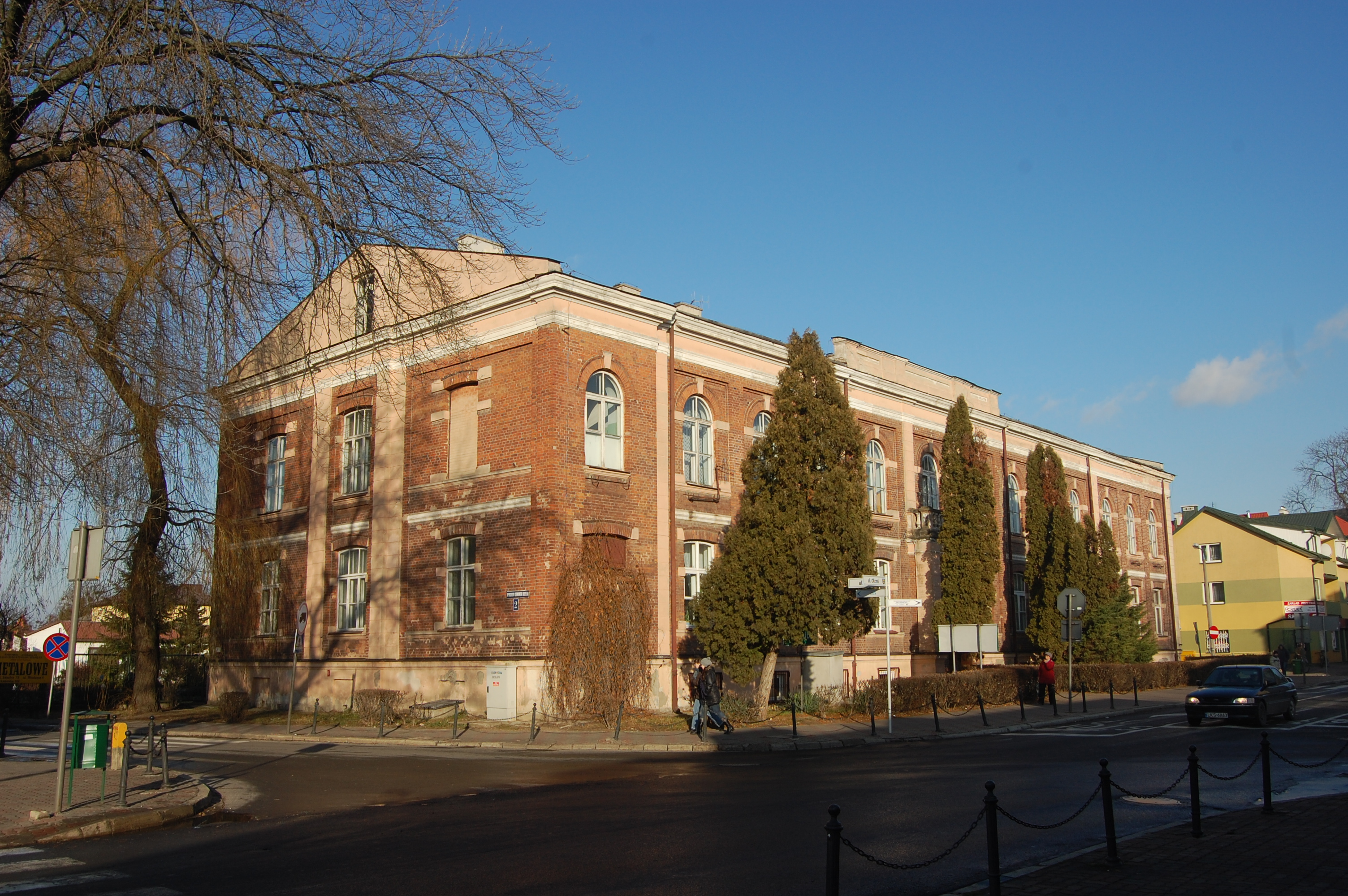
Rua Okrzei

Desde 1971, a cidade organiza o Festival Nacional do Lúpulo e Cervejeiros “Chmielaki Krasnostawskie”. O festival era realizado no início de setembro e durava três dias, atualmente o Chmielaki acontece no final de agosto e também dura três dias.
Concertos divididos em categorias são organizados durante este tempo, por exemplo, Chmiel Rock, Cersanit Jazz, apresentações de bandas folclóricas e outros eventos acompanhantes. Todos os anos, um desfile de lúpulo, formado por alunos das escolas locais, passa pelas ruas da cidade. Desde 2005, o festival é acompanhado pelo Consumer Beer Contest e o Best Beer Inn (uma competição para o jardim da cerveja mais interessante apresentado durante o Chmielaki) é escolhido.

## Educação

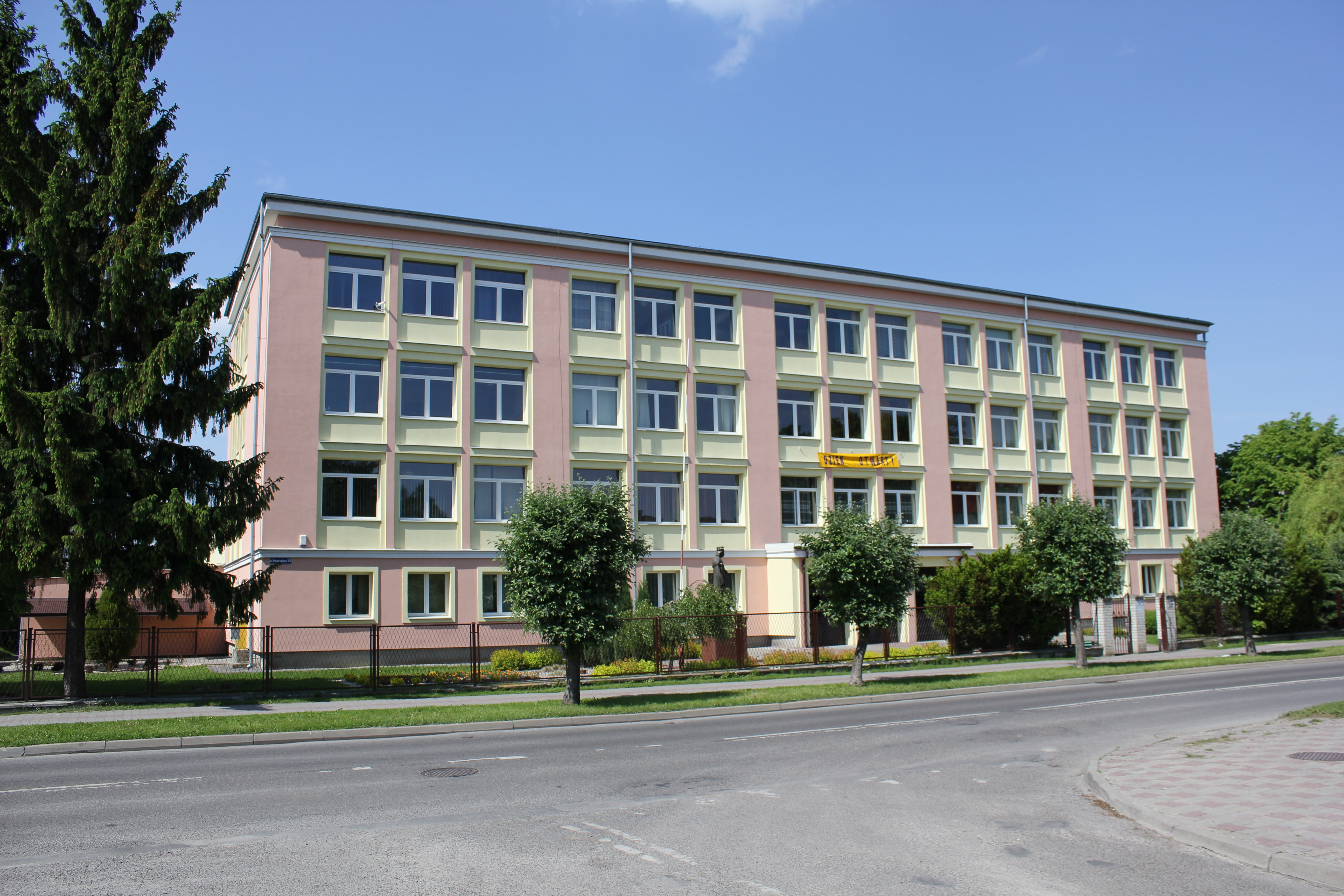
Escola Secundária I Ladislau II Jagelão

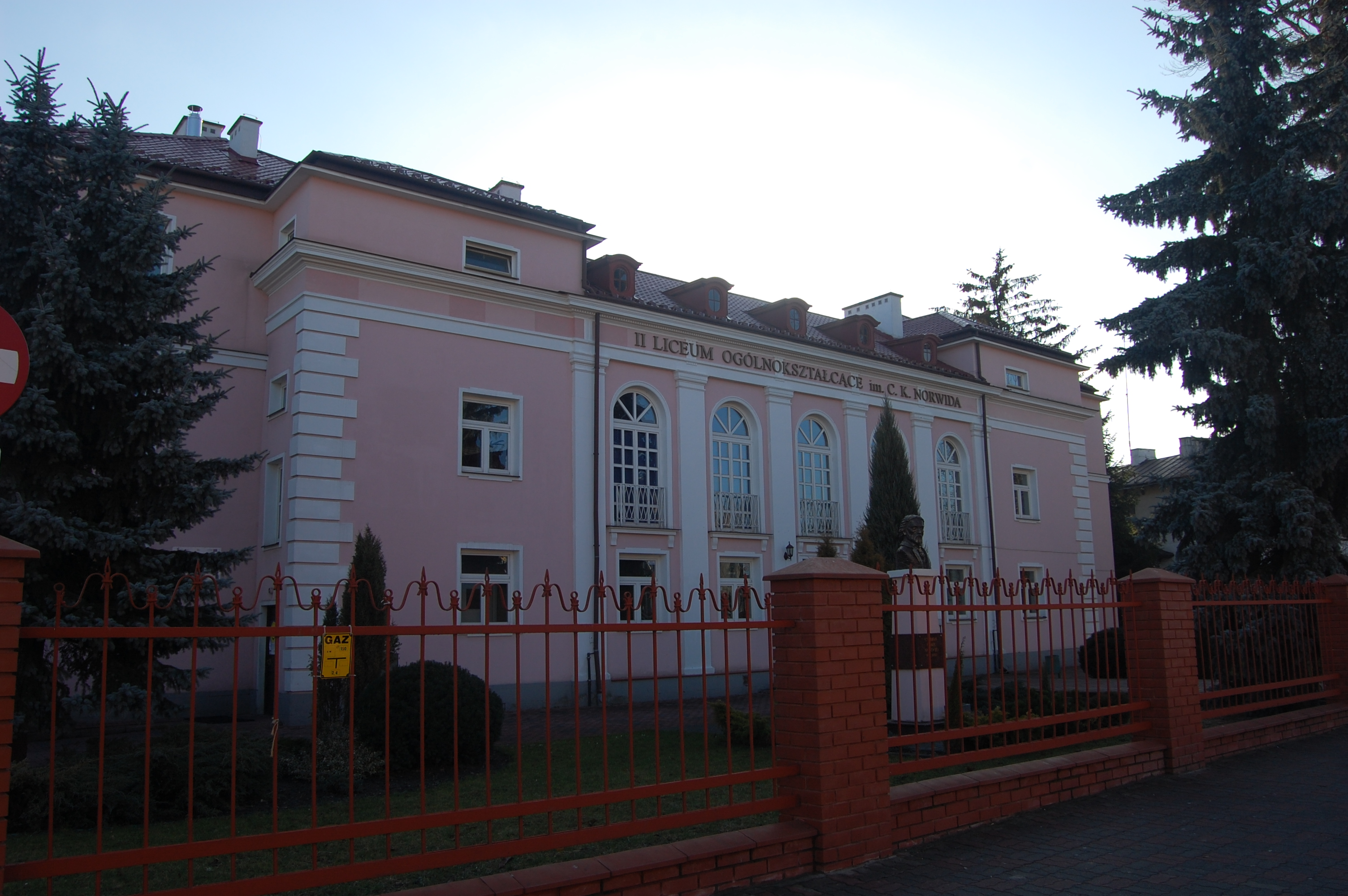
Escola Secundária II Cyprian Norwid

3 687 residentes de Krasnystaw estão na idade de educação potencial (3-24 anos) (incluindo 1 796 mulheres e 1 891 homens). Conforme o Censo Nacional de 2011, 11,9% da população tem ensino superior, 3,4% ensino pós-secundário, 9,1% ensino médio geral e 20,5% ensino médio profissional. 19,6% dos residentes de Krasnystaw têm educação profissional básica, 5,5% têm ensino médio e 27,7% concluíram o ensino fundamental. 2,2% da população completou sua educação antes de terminar o ensino fundamental. Em comparação com toda a voivodia de Lublin, os habitantes de Krasnystaw têm um nível educacional mais baixo. Entre as mulheres que vivem em Krasnystaw, a maior porcentagem concluiu o ensino fundamental (29,7%) e o ensino médio profissional (18,5%). Os homens com maior frequência têm educação profissional básica (25,7%) e ensino fundamental completo (25,6%).
Em 2021, havia 7 jardins de infância em Krasnystaw, com 600 crianças frequentando 32 filiais (304 meninas e 296 meninos). Havia 0 lugares disponíveis. Para efeito de comparação, em 2008, havia 6 jardins de infância em Krasnystaw, onde 543 crianças frequentavam 22 turmas (235 meninas e 308 meninos). Quinhentas e dez vagas estavam disponíveis. 16,3% dos residentes de Krasnystaw na idade de educação potencial (3-24 anos) se enquadram na faixa de 3-6 anos − educação pré-escolar (17,0% entre as meninas e 15,6% entre os meninos). Por 1 000 crianças em idade pré-escolar, 1 088 frequenta instituições de educação pré-escolar. Em 2018, existiam 0,64 pré-escolares por vaga numa instituição de educação pré-escolar.
A cidade possui 5 escolas primárias com 1 462 alunos (735 mulheres e 727 homens) em 100 turmas. Para comparação, em 2008, havia 5 escolas primárias em Krasnystaw, com 1 236 alunos (589 mulheres e 647 homens) em 56 turmas. Na faixa etária de 3 a 24 anos no nível elementar (7 a 12 anos) educa 26,2% da população (27,6% entre as meninas e 24,9% entre os meninos). Há 14,6 alunos por turma nas escolas primárias.
Existem 4 escolas secundárias em Krasnystaw, com 593 alunos (345 mulheres e 248 homens) em 27 turmas. Em 2021, foram registrados 152 egressos. Para efeito de comparação, em 2008 em Krasnystaw havia 7 escolas secundárias com 1 232 alunos em 45 turmas (776 mulheres e 456 homens). Em 2008, foram registrados 395 egressos.
Em Krasnystaw, existem 2 escolas industriais de 1.º grau com 128 alunos (43 mulheres e 85 homens) em 8 turmas. Na faixa etária de 3 a 24 anos, 18,6% da população (18,0% de meninas e 19,0% de meninos) são educados no nível secundário superior (16 a 18 anos). Há 22,0 alunos por turma nas escolas regulares. 16,0 alunos por turma nas escolas setoriais de 1.º grau. 24,6% dos habitantes de Krasnystaw em idade de educação potencial (23,2% das mulheres e 26,0% dos homens) estão na faixa etária correspondente à educação nas universidades (19–24 anos).

## Administração
Krasnystaw é membro da União das Cidades Polonesas, uma associação voluntária nacional com sede em Kazimierz Dolny, criada em 1991. Ela reúne pequenas cidades, comunas urbano-rurais e áreas rurais.

## Comunidades religiosas

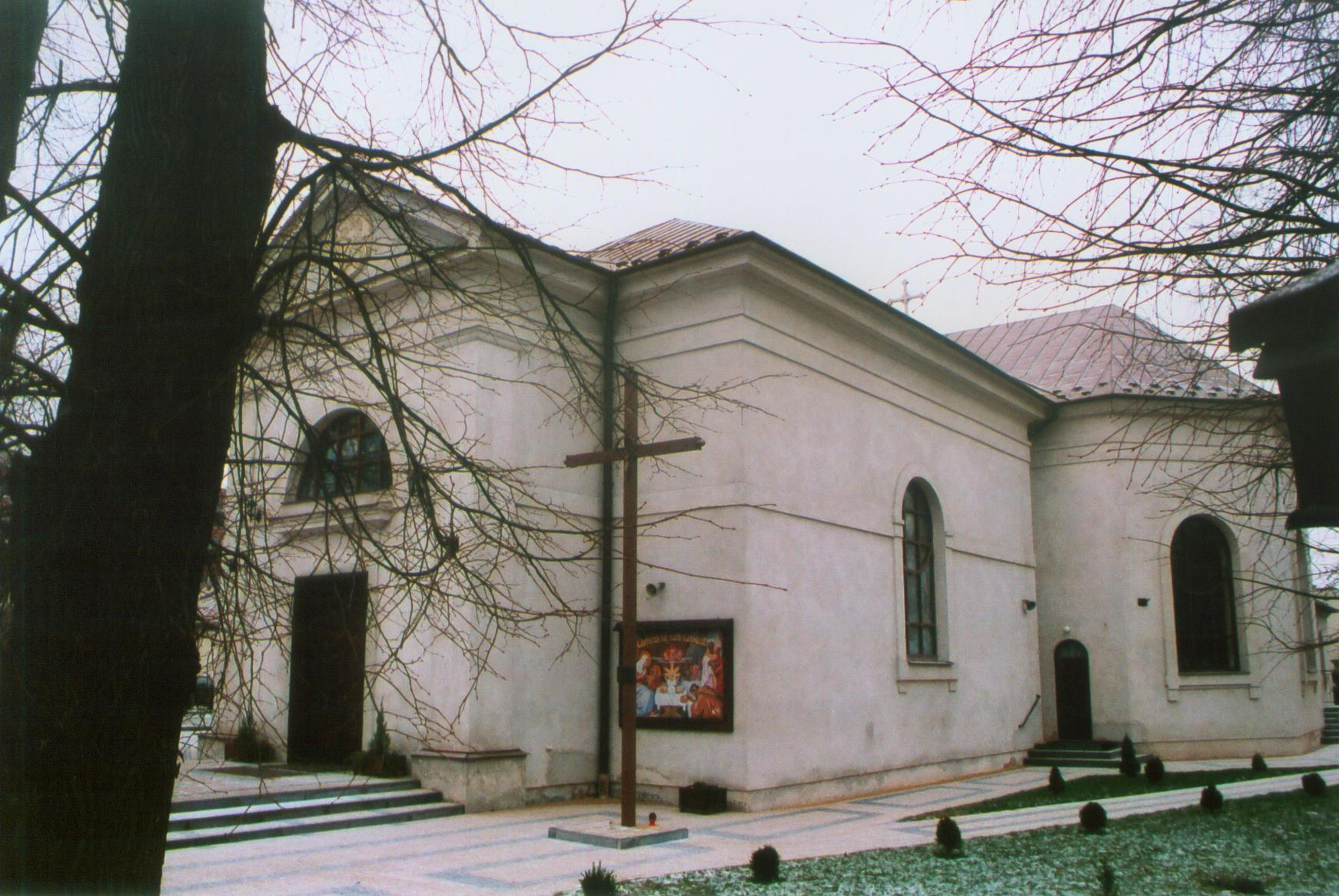
Igreja paroquial da Santíssima Trindade, 1837-1839

As seguintes igrejas e associações religiosas realizam atividades na cidade:
- Igreja Católica de Rito Latino:
  - Paróquia de São Francisco Xavier[23]
  - Paróquia Nossa Senhora da Consolação[24]
  - Paróquia da Santíssima Trindade[25]
- Testemunhas de Jeová:
  - Igreja de Krasnystaw-Sul
  - Igreja de Krasnystaw-Norte
  - Congregação Krasnystaw-Oeste (Salão do Reino, rua Okrzei 119)
- Igreja Pentecostal na Polônia:
  - Igreja em Krasnystaw[26]

## Esportes
Clubes em operação:
- Start Krasnystaw[27] — futebol
- Luks Kinga Krasnystaw — futebol feminino
- UKS Jedynka Krasnystaw[28] – futebol
- KKS Sokół Krasnystaw — taekwondo
- LMKS Krasnystaw[29] — luta livre
- MKS Junior Krasnystaw[30] — natação
- Klub Szachowo-Warcabowy Krasnostawianie
- UKS Rocky Krasnystaw[31] — boxe
- Klub Brydża Sportowego
- Klub K1-TC — kickboxing
- Klub Karate Kyokushin Krasnystaw — Kyokushin
- KPS Krasnystaw[32] — voleibol
- UKS “Wodnik” Krasnystaw[33] — natação

## Subúrbios

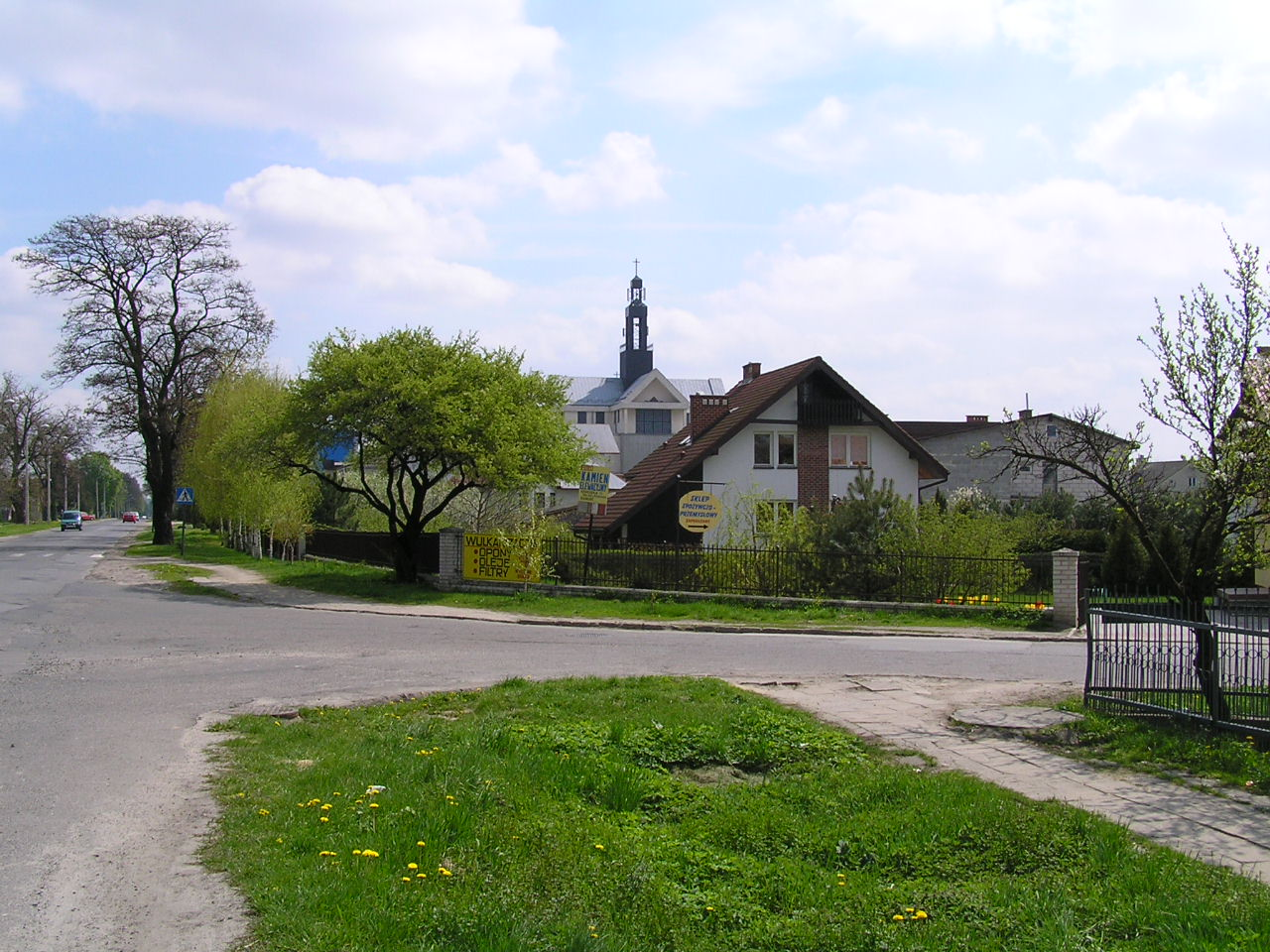
Krasnystaw - subúrbios

Os subúrbios de Krasnystaw compreendem: Przedmieście Zastawie, Kolonia Krakowskie Przedmieście, Krakowskie Przedmieście, Przedmieście Lubańki, Przedmieście Zakręcie, Kolonia Góry, Przedmieście Góry.

## Trilhas turísticas
- − Trilha ariana, uma trilha de caminhada sinalizada em amarelo, com 64 km de extensão, que vai de Skierbieszów até a vila de Pawłów. A trilha percorre lugares relacionados à vida e atividade de Paweł Orzechowski, que pertencia à Irmandade polonesa (vulgarmente conhecidos como arianos).[35]
- − Trilha Tadeusz Kościuszko, uma trilha de caminhada sinalizada em azul, com 120 km de extensão, do Monte Tadeusz Kościuszko na vila de Uchańka até a estação ferroviária em Krasnystaw. Ela atravessa o Parque Paisagístico Skierbieszów.[36]
- – ciclovia vermelha
- Trilha Mikołaj Rej − uma trilha turística de bicicleta de Rejowiec Fabryczny até a estação ferroviária em Krasnystaw.[37]
- Ciclovia Green Velo Oriental − uma ciclovia que passa por cinco voivodias no leste da Polônia, ou seja, Lublin, Podláquia, Subcarpácia, Santa Cruz e Vármia-Masúria.[38]